# Maurice Bonney
Maurice Bonney, né le 30 mai 1899 à Saint-Raphaël et mort le 2 septembre 1951 à Sisteron, est un coureur cycliste français, professionnel dans les années 1920.

## Biographie
Il termine notamment troisième du championnat de France de cyclisme sur route en 1927 et huitième de Paris-Roubaix l'année suivante. 

## Palmarès
- 1922
  -  Champion de France des sociétés
  - 2e de Paris-Dieppe
- 1923
  - 3e de Paris-Dieppe
- 1926
  - 3e du Critérium des Aiglons
- 1927
  - 3e du championnat de France sur route
  - 3e de Marseille-Nice
  - 8e de Paris-Roubaix
- 1928
  - 3e du Circuit des villes d'eaux d'Auvergne
- 1929
  - 2e du Grand Prix de Nice